# Rio São Lourenço (Mato Grosso do Sul)
O rio São Lourenço é um curso de água que banha o estado de Mato Grosso do Sul, Brasil.